# Avi Tuschman
Avi Tuschman (17 de novembro de 1979) é um antropólogo evolucionista, psicólogo político, consultor político, orador e autor americano. O seu livro Our Political Nature, lançado em 2013, propôs a primeira teoria evolucionista completa focada na orientação política humana, que liga traços de personalidade mensuráveis com medidas quantitativas de aptidão. A Random House apresentou o livro na sua lista de livros novos e recomendados para adoção na disciplina de ciência política, com elogios por parte dos pensadores políticos Francis Fukuyama, Jerrold M. Post, and Moisés Naím. A About.com apontou Our Political Nature como um dos livros evolucionistas presentes no top cinco de 2013.  A pesquisa de Tuschman recebeu cobertura dos media de dezenove países, incluindo no New York Times, the Economist, the Atlantic, Bloomberg Businessweek, Salon, Forbes, MSNBC, Contrepoints (França), El País (Espanha), El Tiempo (Colômbia), CCTV (China), The Marker (Israel), e Veja Magazine (Brasil).

## Infância e Educação
Tuschman nasceu em Stanford, Califórnia, a 17 de Novembro de 1979. É filho do fotógrafo Mark Tuschman e da artista Jana Tuschman. Tuschman frequentou a escola secundária na Menlo School, na Califórnia. Foi admitido na Universidade de Stanford, com uma bolsa presidencial, e mais tarde recebeu a medalha Robert M. Golden por Excelência em Humanidade e Artes Criativas e o prémio Robert Bayard Textor por Criatividade em Ciências Antropológicas. Formou-se em 2002 e mudou-se para o Peru para o seu primeiro trabalho pós-universidade. Tuschman voltou a Stanford em 2004 para fazer o Doutoramento em antropolgia evolucionista.

## Carreira
No Peru, Tuschman trabalhou como executivo de operações para uma consultora de risco político, que trabalhava com os maiores investidores estrangeiros do país. Trabalhar em zonas de conflito no dealbar da insurgência do Sendero Luminoso expô-lo ao extremismo ideológico, o que despertou o seu interesse na orientação política. Enquanto esteve no Peru, Tuschman também trabalhou para a primeira dama  Eliane Karp, em assuntos relacionados com a população indígena, tornando-se o consultor mais novo do palácio governamental, em Lima. Mais tarde, foi recrutado como escritor sénior e consultor do presidente Alejandro Toledo (Peru, 2001-2006).  Em 2009, Tuschman trabalhou com dezoito antigos chefes de estado na escrita da agenda política regional sobre governação democrática, que recebeu os elogios do Secretário-Geral das Nações Unidas, Ban Ki-Moon, que disse ser um feito historicamente sem precedentes.

### Our Political Nature
A obra de Tuschman, “A Nossa Natureza Política: As Origens Evolutivas do que nos divide” (publicada pela Prometheus / Random House, 2013) foi o primeiro livro a propor uma teoria evolucionista completa focada na orientação política humana, que liga traços de personalidade de uma população com medidas quantitativas de aptidão. É, também, “o primeiro livro […] a falar da história natural dos espectros esquerda-direita que atravessam países de todo o mundo.”
Our Political Nature teoriza que as tendências políticas são adaptações evolucionistas, que surgem, principalmente, de três conjuntos de traços pessoais mensuráveis. Estes grupos estão relacionados com o tribalismo, a tolerância às desigualdades, e as percepções da natureza humana. Como prova, Our Political Nature sintetiza estudos de áreas como a ciência política, a genética, a neurociência, e a primatologia, incluindo dados da aptidão evolucionista das populações da Islândia, Dinamarca, Turquia, e de todo o mundo. O livro também oferece uma explicação psicológica para o modo como o stress económico tende a alargar a divisão entre fações políticas. Em entrevistas para a Forbes e a Georgetown Public Policy Review, Tuschman disse que o livro oferece novas ferramentas que podem ser usadas para medir a opinião pública: “No mundo dos nossos dias, a opinião pública é mais importante do que nunca; As atitudes coletivas levantam cada vez mais condicionamentos aos líderes, mesmo em sociedades que são, atualmente, menos democráticas. Ser capaz de medir de forma eficaz e prever estas forças é uma tarefa cada vez mais importante para os analistas políticos."
Vários escritores e cientistas políticos fizeram notar que este livro tem implicações claras nos conflitos políticos globais atuais. Ao Huffington Post, David Miles disse que o livro de Tuschman fala diretamente com as forças em jogo no referendo sobre a independência da Escócia. A National Public Radio cita o livro como desafiador do mito de que a riqueza se correlaciona de forma significativa com a orientação política. E o New York Natives considerou Our Political Nature interessante no contexto do encerramento do governo federal dos Estados Unidos, em 2013.
Our Political Nature tem sido largamento analisado e comentado por publicações dos Estados Unidos. As críticas, geralmente, concordam que o livro é ambicioso, inovador, e que se baseia numa pesquisa exaustiva. O The Washington Monthly comentou o livro como “um feito que aqueles que têm acompanhado a emergente ciência da política há muito aguardavam – a explicação das diferenças psicológicas, biológicas, e genéticas, agora bem documentadas, entre liberais e conservadores com referência à evolução humana e às estratégias diferenciadas para escolha de parceiro e alocação de recursos que nos têm sido impostos pelas pressões de sobrevivência e reprodução num mundo bastante perigoso." A Political Science Quarterly informou que o livro “faz uma contribuição única e importante para a área." E a Americas Quarterly colocou Our Political Nature entre “os melhores livros recentes sobre política, economia e negócios do hemisfério."

### Outras Obras
Tuschman têm escrito e falado sobre numerosos tópicos relacionados com orientação política, incluindo o porquê deste fenómeno se alterar ao longo da vida, das desigualdades de género mudarem ao longo do curso da história, como a economia e a demografia afetam os espectros políticos, como tem sido determinada a hereditariedade da orientação política, como a ordem de nascimento afeta as atitudes políticas, , e como o acasalamento preferencial nos EUA contribuem para a polarização política. Também comentou as abordagens evolucionistas à história.

### Palestras
Tuschman é um orador popular, que tem dado palestras em várias instituições académicas e multilaterais, incluindo a Stanford University, a Georgetown University, o Sarah Lawrence College, o Inter-American Development Bank, e a Organization of American States.